# Romain Dumas
Romain Dumas (Alès, 14 dicembre 1977) è un pilota automobilistico francese, impegnato sia in cose di durata (Endurance) che nei Rally.
Ha ottenuto due vittorie complessive alla 24 Ore di Le Mans del 2010 e del 2016, quattro alla 24 Ore del Nürburgring del 2007, 2008, 2009 e 2011, due alla 24 Ore di Spa 2003 e 2010 e una alla 12 Ore di Sebring del 2008. Nel 2016, ha vinto il Campionato del mondo endurance 2016 con la Porsche e i co piloti Marc Lieb e Neel Jani.
Nel mondo del rally ha vinto quattro edizioni della Pikes Peak International Hill Climb (2014, 2016, 2017 e 2018) e nel 2017 ha vinto il FIA R-GT Cup.

## Biografia

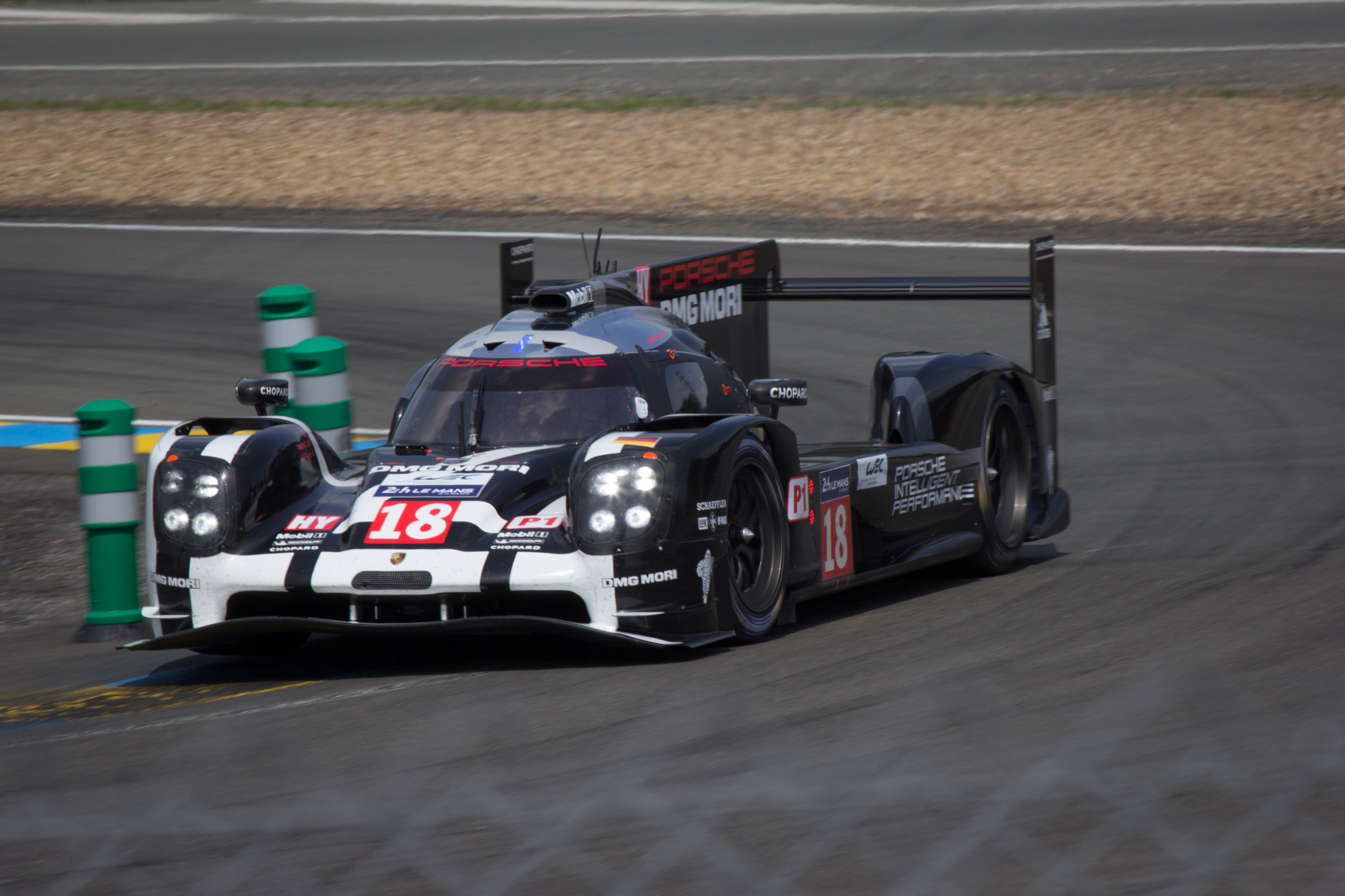
Porsche 919 Hybrid alla 24 ore di Le Mans 2015

Nato ad Alès, Dumas ha iniziato con il karting nel 1992, nel 1996 ha partecipato al campionato francese di Formula Renault. Nel 1998, è entrato nel campionato francese di Formula 3.
Nel 2001 e nel 2002 ha gareggiato in Euro Formula 3000.
Nel dicembre 2002 ha effettuato un test in Formula 1 a bordo di una Renault R202 del Renault F1 Team sul circuito del Montmeló.
Dal 2001 ha partecipato a tutte le 24 Ore di Le Mans e dal 2004 ha gareggiato nella American Le Mans Series. Era un pilota ufficiale della Porsche per la Penske Racing, e anche guidato nel campionato FIA GT.
Nel 2007 ha vinto con il primo posto assoluto nella 24 Ore del Nürburgring.
Dumas, insieme a Timo Bernhard e Mike Rockenfeller, ha vinto la 24 Ore di Le Mans del 2010 con una Audi R15 TDI plus. Ha anche vinto la 24 Ore di Spa del 2010 con una Porsche 911 GT3 RSR.
Nel 2014, Romain Dumas ha vinto il Pikes Peak International Hill Climb con il prototipo Norma M20 "RD Limited" sviluppato appositamente per l'evento.
Dumas ha continuato come pilota Porsche LMP1 nel FIA WEC del 2016. Ha vinto la 6 Ore di Silverstone e la 24 Ore di Le Mans. Inoltre, ha ottenuto una seconda vittoria al Pikes Peak International Hill Climb con un prototipo Norma.
Nel 2017, ha vinto il Pikes Peak International Hill Climb per la terza volta, sempre con un prototipo Norma.
Nel 2018, Romain vinse nuovamente il Pikes Peak International Hill Climb, guidando un'auto elettrica, la Volkswagen ID R, e stabilendo il record di percorrenza del tracciato con un tempo di 7:57.148.

## Risultati nel Endurance

### Risultati Campionato del mondo endurance
| Anno    | Squadra                 | Classe    | Vettura            | SEB | SPA | LMS | SIL | SÃO | BHR | FUJ | SHA |     | Punti | Pos. |
| ------- | ----------------------- | --------- | ------------------ | --- | --- | --- | --- | --- | --- | --- | --- | --- | ----- | ---- |
| 2012    | Audi Sport Team Joest   | LMP1      | Audi R18 TDI       | 2   | 1   | 4   |     |     |     |     |     |     | 67    | 6°   |
| Anno    | Squadra                 | Classe    | Vettura            | SIL | SPA | LMS | SÃO | COA | FUJ | SHA | BHR |     | Punti | Pos. |
| 2013    | Porsche Team Manthey    | LMGTE Pro | Porsche 911 RSR    | 4   | 5   | 1   |     |     |     |     |     |     | 72    | 10°  |
| Anno    | Squadra                 | Classe    | Vettura            | SIL | SPA | LMS | COA | FUJ | SHA | BHR | SÃO |     | Punti | Pos. |
| 2014    | Porsche Team            | LMP1-H    | Porsche 919 Hybrid | Rit | 4   | 5   | 4   | 4   | 3   | 2   | 1   |     | 117   | 3°   |
| Anno    | Squadra                 | Classe    | Vettura            | SIL | SPA | LMS | NÜR | COA | FUJ | SHA | BHR |     | Punti | Pos. |
| 2015    | Porsche Team            | LMP1      | Porsche 919 Hybrid | 2   | 2   | 5   | 2   | 12  | 2   | 2   | 1   |     | 138.5 | 3°   |
| Anno    | Squadra                 | Classe    | Vettura            | SIL | SPA | LMS | NÜR | MEX | COA | FUJ | SHA | BHR | Punti | Pos. |
| 2016    | Porsche Team            | LMP1      | Porsche 919 Hybrid | 1   | 2   | 1   | 4   | 4   | 4   | 5   | 4   | 6   | 160   | 1°   |
| Anno    | Squadra                 | Classe    | Vettura            | SIL | SPA | LMS | NÜR | MEX | COA | FUJ | SHA | BHR | Punti | Pos. |
| 2017    | Signatech Alpine Matmut | LMP2      | Alpine A470        |     |     | 5   | 5   |     |     |     |     |     | 30    | 21º  |
| Anno    | Squadra                 | Classe    | Vettura            | SPA | ALG | MON | LMS | BHR | BHR |     |     |     | Punti | Pos. |
| 2021    | Glickenhaus Racing      | Hypercar  | 007 LMH            |     | 4   | 3   | 5   |     |     |     |     |     | 53    | 4º   |
| Anno    | Squadra                 | Classe    | Vettura            | SEB | SPA | LMS | MON | FUJ | BHR |     |     |     | Punti | Pos. |
| 2022    | Glickenhaus Racing      | Hypercar  | 007 LMH            | 3   | 3   | 3   | Rit |     |     |     |     |     | 70    | 4º   |
| Anno    | Squadra                 | Classe    | Vettura            | SEB | ALG | SPA | LMS | MON | FUJ | BHR |     |     | Punti | Pos. |
| 2023    | Glickenhaus Racing      | Hypercar  | 007 LMH            | Rit | 8   | 8   | 5   | 8   |     |     |     |     | 34    | 10°  |
| Legenda |                         |           |                    |     |     |     |     |     |     |     |     |     |       |      |

* Stagione in corso.

### Risultati 24 Ore di Le Mans
| Anno | Team                            | Co-piloti                                 | Auto                 | Classe  | Giri | Pos. | Class Pos. |
| ---- | ------------------------------- | ----------------------------------------- | -------------------- | ------- | ---- | ---- | ---------- |
| 2001 | Freisinger Motorsport           | Gunnar Jeannette Philippe Haezebrouck     | Porsche 911 GT3-RS   | GT      | 282  | 7°   | 2°         |
| 2002 | Freisinger Motorsport           | Sascha Maassen Jörg Bergmeister           | Porsche 911 GT3-RS   | GT      | 321  | 17°  | 2°         |
| 2003 | Team Nasamax McNeil Engineering | Robbie Sterling Werner Lupberger          | Reynard 01Q-Cosworth | LMP900  | 138  | DNF  | DNF        |
| 2004 | Freisinger Motorsport           | Stéphane Ortelli Ralf Kelleners           | Porsche 911 GT3-RSR  | GT      | 321  | 13th | 3°         |
| 2005 | IMSA Performance                | Raymond Narac Sébastien Dumez             | Porsche 911 GT3-RS   | GT2     | 322  | 15°  | 4°         |
| 2006 | IMSA Performance Matmut         | Raymond Narac Luca Riccitelli             | Porsche 911 GT3-RSR  | GT2     | 211  | DNF  | DNF        |
| 2007 | Pescarolo Sport                 | Emmanuel Collard Jean-Christophe Boullion | Pescarolo 01-Judd    | LMP1    | 358  | 3°   | 3°         |
| 2008 | Pescarolo Sport                 | Emmanuel Collard Jean-Christophe Boullion | Pescarolo 01-Judd    | LMP1    | 238  | DNF  | DNF        |
| 2009 | Audi Sport Team Joest           | Timo Bernhard Alexandre Prémat            | Audi R15 TDI         | LMP1    | 333  | 17°  | 13°        |
| 2010 | Audi Sport North America        | Timo Bernhard Mike Rockenfeller           | Audi R15 TDI plus    | LMP1    | 397  | 1°   | 1°         |
| 2011 | Audi Sport Team Joest           | Timo Bernhard Mike Rockenfeller           | Audi R18 TDI         | LMP1    | 116  | DNF  | DNF        |
| 2012 | Audi Sport Team Joest           | Marc Gené Loïc Duval                      | Audi R18 ultra       | LMP1    | 366  | 5°   | 5°         |
| 2013 | Porsche AG Team Manthey         | Marc Lieb Richard Lietz                   | Porsche 911 RSR      | GTE Pro | 315  | 15°  | 1°         |
| 2014 | Porsche Team                    | Marc Lieb Neel Jani                       | Porsche 919 Hybrid   | LMP1-H  | 348  | 11°  | 4°         |
| 2015 | Porsche Team                    | Marc Lieb Neel Jani                       | Porsche 919 Hybrid   | LMP1    | 391  | 5°   | 5°         |
| 2016 | Porsche Team                    | Marc Lieb Neel Jani                       | Porsche 919 Hybrid   | LMP1    | 384  | 1°   | 1°         |
| 2017 | Signatech Alpine Matmut         | Gustavo Menezes Matt Rao                  | Alpine A470-Gibson   | LMP2    | 351  | 10°  | 8°         |
| 2018 | Porsche GT Team                 | Timo Bernhard Sven Müller                 | Porsche 911 RSR      | GTE Pro | 92   | DNF  | DNF        |
| 2019 | Duqueine Engineering            | Nico Jamin Pierre Ragues                  | Oreca 07-Gibson      | LMP2    | 363  | 12°  | 7°         |
| 2020 | Rebellion Racing                | Nathanaël Berthon Louis Delétraz          | Rebellion R13-Gibson | LMP1    | 381  | 4°   | 4°         |
| 2021 | Glickenhaus Racing              | Ryan Briscoe Richard Westbrook            | Glickenhaus 007 LMH  | LMH     | 364  | 5°   | 5°         |
| 2022 | Glickenhaus Racing              | Luis Felipe Derani Olivier Pla            | Glickenhaus 007 LMH  | LMH     | 370  | 4°   | 4°         |

### Risultati 24 Ore di Daytona
| Anno | Team                             | Co-piloti                                                      | Auto                   | Classe | Giri | Pos. | Class Pos. |
| ---- | -------------------------------- | -------------------------------------------------------------- | ---------------------- | ------ | ---- | ---- | ---------- |
| 2002 | Freisinger Motorsport            | Ni Amorim Stéphane Ortelli Hans Fertl                          | Porsche 996 GT3-RS     | GT     | 303  | 10°  | 3°         |
| 2005 | Brumos Racing                    | J.C. France Hurley Haywood Timo Bernhard Mike Rockenfeller     | Fabcar FDSC/03-Porsche | DP     | 432  | DNF  | DNF        |
| 2007 | Ruby Tuesday Championship Racing | Jörg Bergmeister Patrick Long                                  | Crawford DP03-Porsche  | DP     | 615  | 18°  | 12°        |
| 2008 | The Racer's Group                | Tim George Jr. Spencer Pumpelly Bryan Sellers Emmanuel Collard | Porsche 997 GT3 Cup    | GT     | 657  | 11°  | 3°         |
| 2009 | Penske Racing                    | Timo Bernhard Ryan Briscoe                                     | Riley Mk. XX-Porsche   | DP     | 717  | 6°   | 6°         |
| 2010 | The Racer's Group                | Timo Bernhard Tim George Jr. Bobby Labonte Spencer Pumpelly    | Porsche 997 GT3 Cup    | GT     | 668  | 16°  | 9°         |
| 2013 | The Racer's Group                | Emmanuel Collard Niclas Jönsson Tracy Krohn                    | Porsche 911 GT3 Cup    | GT     | 451  | DNF  | DNF        |
| 2018 | CORE Autosport                   | Jon Bennett Colin Braun Loïc Duval                             | Oreca 07-Gibson        | P      | 808  | 3°   | 3°         |
| 2019 | CORE Autosport                   | Jon Bennett Colin Braun Loïc Duval                             | Nissan DPi             | DPi    | 589  | 4°   | 4°         |
| 2024 | Proton Competition               | Gianmaria Bruni Neel Jani Alessio Picariello                   | Porsche 963            | GTD    | 791  | 5°   | 5°         |

## Risultati nei Rally

### Risultati WRC
| 2012 | Scuderia | Vettura                    |  |  |  |  |  |  |  |  |  |  |    |  |  |  |  |  | Punti | Pos. |
| ---- | -------- | -------------------------- |  |  |  |  |  |  |  |  |  |  | -- |  |  |  |  |  | ----- | ---- |
| 2012 |          | Mini John Cooper Works WRC |  |  |  |  |  |  |  |  |  |  | 16 |  |  |  |  |  | 0     |      |

| 2013 | Scuderia | Vettura            |  |  |  |  |  |  |  |  |  |  |    |  |  |  |  |  | Punti | Pos. |
| ---- | -------- | ------------------ |  |  |  |  |  |  |  |  |  |  | -- |  |  |  |  |  | ----- | ---- |
| 2013 |          | Ford Fiesta RS WRC |  |  |  |  |  |  |  |  |  |  | 10 |  |  |  |  |  | 1     | 31º  |

| 2014 | Scuderia | Vettura                    |  |  |  |  |  |  |  |  |  |  |    |  |  |  |  |  | Punti | Pos. |
| ---- | -------- | -------------------------- |  |  |  |  |  |  |  |  |  |  | -- |  |  |  |  |  | ----- | ---- |
| 2014 |          | Porsche 997 GT3 RS 4.0 RGT |  |  |  |  |  |  |  |  |  |  | 19 |  |  |  |  |  | 0     |      |

| 2015 | Scuderia | Vettura                    |    |  |  |  |  |  |  |  |    |  |     |  |  |  |  |  | Punti | Pos. |
| ---- | -------- | -------------------------- | -- |  |  |  |  |  |  |  | -- |  | --- |  |  |  |  |  | ----- | ---- |
| 2015 |          | Porsche 997 GT3 RS 4.0 RGT | 26 |  |  |  |  |  |  |  | 26 |  | Rit |  |  |  |  |  | 0     |      |

| 2017 | Scuderia | Vettura                    |    |  |  |    |  |  |  |  |  |  |  |  |  |  |  |  | Punti | Pos. |
| ---- | -------- | -------------------------- | -- |  |  | -- |  |  |  |  |  |  |  |  |  |  |  |  | ----- | ---- |
| 2017 |          | Porsche 997 GT3 RS 4.0 RGT | 26 |  |  | 18 |  |  |  |  |  |  |  |  |  |  |  |  | 0     |      |

| Legenda | 1º posto | 2º posto | 3º posto | A punti | Senza punti | Ritirato | Squalificato | NP=Non partito C=Gara cancellata | Apice=Power stage |

### Risultati Rally Dakar
| Anno | Classe | Team             | Veicolo                | Pos. | TV |
| ---- | ------ | ---------------- | ---------------------- | ---- | -- |
| 2016 | Auto   | RD Limited       | Peugeot 2008 DKR       | 20°  | 0  |
| 2017 | Auto   | RD Limited       | Peugeot 3008 DKR       | 8°   | 0  |
| 2020 | Auto   | RD Limited       | RD Limited DXX         | DNF  | 0  |
| 2021 | Auto   | Rebellion Motors | Rebellion DXX          | DNF  | 0  |
| 2022 | Auto   | Rebellion Motors | Toyota Hilux Overdrive | DNF  | 0  |
| 2023 | Auto   | Rebellion Motors | Toyota Hilux           | 22°  | 0  |
| 2024 | Auto   | Rebellion Motors | Toyota Hilux           | 14°  | 0  |